# Texa Island
Texa Island är en ö i Storbritannien.   Den ligger i riksdelen Skottland, i den västra delen av landet, 600 km nordväst om huvudstaden London. Arean är 0,73 kvadratkilometer.
Terrängen på Texa Island är mycket platt. Öns högsta punkt är 35 meter över havet. Den sträcker sig 1,0 kilometer i nord-sydlig riktning, och 1,5 kilometer i öst-västlig riktning.